# إنقاذ الثقافة

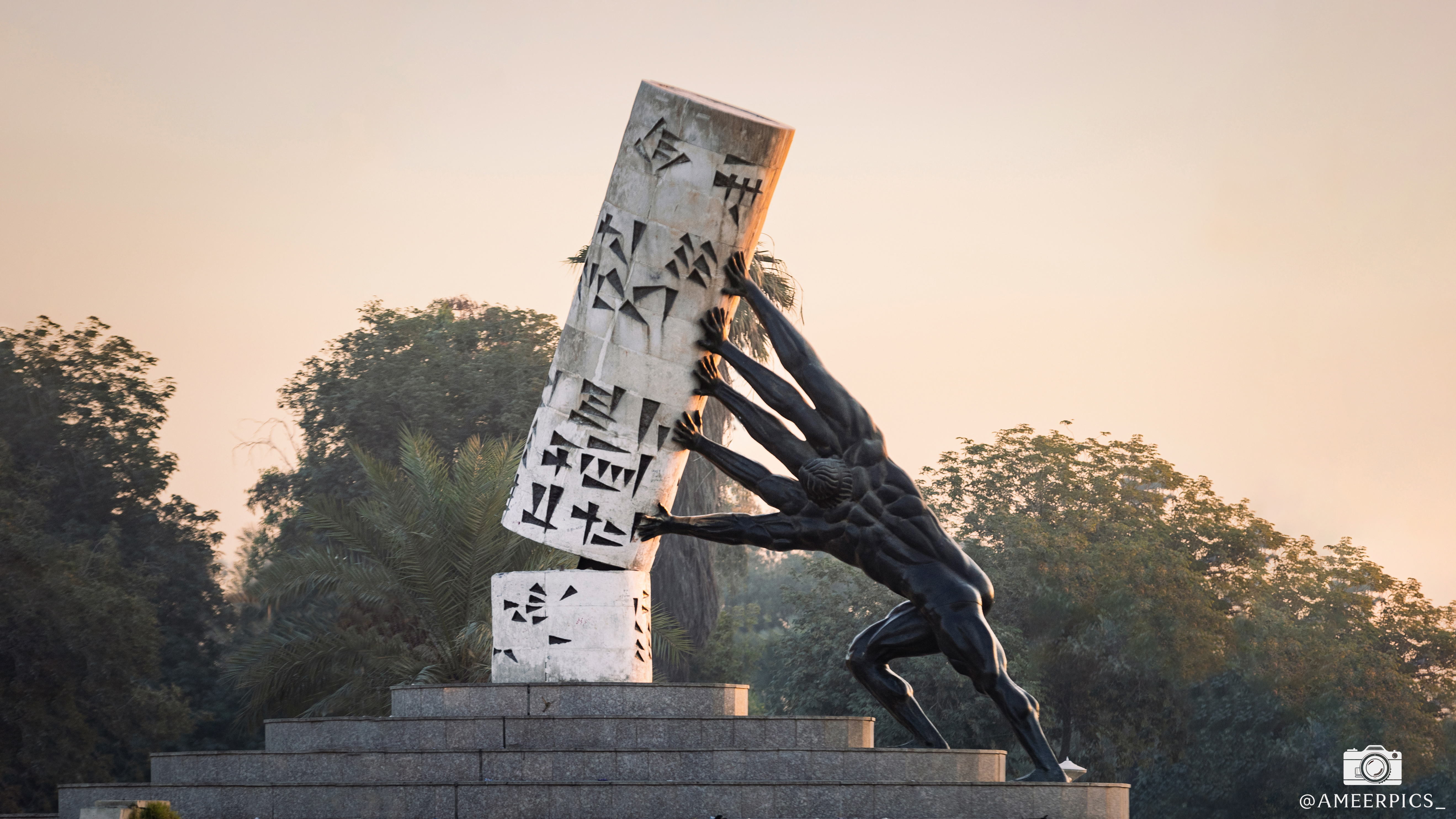
نصب انقاذ الثقافة

نصب أنقاذ الثقافة العراقية هو تمثال بناه الفنان والنحات العراقي محمد غني حكمت، في عام 2010م، ويقع في جانب الكرخ من مدينة بغداد، في منطقة المنصور بالقرب من متنزه وحديقة الزوراء.
النصب عبارة عن عمود أسطواني من الحجر مكسور وآيل إلى السقوط يمثل الثقافة العراقية، وهناك من جانبه مجموعة من الأيادي والأذرع المحيطة به تعبيراً عن محاولتها دعمه كي لا يسقط (أي كي لا تسقط الثقافة، وكتبت عليه رموز وكتابة بالخط المسماري معناها (من هنا بدأت الكتابة).

## خلفية
في عام 2010، كلف أمين بَغداد شَيخ النَحاتين، مُحمد غَني حِكمت بأنجاز سِلسِلة من أربعة مَشاريع، كجُزء من البَرنامج الثَقافي لبَغداد. بدأ الفنان العَمل على أربع مَنحُوتات جَديدة ستُقام في مَواقع مُختلفة مِن العاصِمة بَغداد. ومع ذلك، سيكون هذا هو مَشروعه الأخير، كَون النحات ماتَ قبل اكتِماله. أشرف نجل الفَنان على إنجاز المَشروع. مَزِجت الأعمال الأربعة بينَ التَقليد العِراقي والفَن الحَديثة.
كان أول ما تَم الانتِهاء مِن هَذه المَشاريع الأربعة هو الفانوس السِحري الذي تم افتِتاحُه في عام 2011. الأعمال الثَلاثة المُتبقية، أشعار بغداد، نافورة مَكتوبة بالخط العربي؛ نَصب بغداد عَمود يُصور المَدينة كفتاة جَميلة ترتدي الزي العباسي التقليدي. ونَصب إنقاذ الثقافة، ختم أسطواني سومري في يد مواطن عراقي؛ تم افتتاحُها جَميعًا في عام 2013.
اشتهر مُحمد غَاني حِكمت بأعماله العامة، التي تُعرض الآن في جَميع زَوايا العاصِمة بَغداد، وكذلك بالتَماثيل الأصغر المَنحوتة في الخشب، التي تًصور الحياة اليومية لأهل بَغداد. من أشهر أعماله تِمثالان للمَلكة شهرزاد والملك شهريار، يَقعان على ضفاف نهر دجلة بالقُرب من شارِع أبو نواس، ونصب كهرمانة في شارع السعدون ببغداد. كان اختيار َموقع أعماله مهمًا بالنسبة للفَنان، الذي أراد أن تكون المَنحوتات في مُتناول الجَميع. تجنب الساحات والحدائق العامة، ولكنه أراد بدلاً من ذلك وضع أعماله في الشوارع وعلى جوانب المَباني.